# Qualificazioni alla Coppa delle Nazioni Africane Under-20 2015
Le qualificazioni per la Coppa delle Nazioni Africane Under-20 2015 prevedono tre turni ad andata e ritorno. Alcune nazioni sono state esentate dal primo turno. Le vincitrici del terzo turno si qualificano per la fase finale.

## Primo turno
L'andata è stata giocata tra il 4 e il 6 aprile 2014, il ritorno tra il 25 e il 27 aprile 2014.
| Squadra 1      | Totale            | Squadra 2          | Andata | Ritorno |
| -------------- | ----------------- | ------------------ | ------ | ------- |
| Mozambico      | 4 – 2             | Namibia            | 2 – 1  | 2 – 1   |
| Malawi         | 3 – 2             | Botswana           | 1 – 1  | 2 – 1   |
| eSwatini       | 2 – 4             | Lesotho            | 0 – 3  | 2 – 1   |
| Kenya          | 0 – 0 (3 – 4 dtr) | Tanzania           | 0 – 0  | 0 – 0   |
| Seychelles     | 0 – 5             | Etiopia            | 0 – 2  | 0 – 3   |
| Gibuti         | 1 – 2             | Burundi            | 1 – 1  | 0 – 1   |
| Sudan del Sud  | per ritiro        | Ruanda             |        |         |
| Sierra Leone   | 2 – 0             | Guinea             | 1 – 0  | 1 – 0   |
| Somalia        | 0 – 6             | Sudan              |        | 0 – 6   |
| Niger          | 2 – 2 (3 – 4 dtr) | Rep. del Congo     | 2 – 0  | 0 – 2   |
| Liberia        | a tavolino        | Gambia             | 0 – 1  |         |
| Costa d'Avorio | per ritiro        | Guinea-Bissau      |        |         |
| Ciad           | 1 – 3             | Libia              | 1 – 0  | 0 – 3   |
| Tunisia        | 6 – 1             | Mauritania         | 3 – 0  | 3 – 1   |
| Togo           | per ritiro        | Guinea Equatoriale |        |         |

1. ↑  Sudan e Somalia si sono affrontate in un incontro di sola andata.
2. ↑  Il Gambia è stato squalificato dalla competizione per aver schierato 5 giocatori di età superiore al limite (Sampierre Mendy, Buba Sanneh, Bubacarr Trawally, Saloum Fall e Ali Sowe) nella partita contro la Liberia.

## Secondo turno
L'andata si è giocata tra il 9 e l'11 maggio 2014, il ritorno tra il 23 e il 25 maggio 2014.
| Squadra 1      | Totale            | Squadra 2      | Andata | Ritorno |
| -------------- | ----------------- | -------------- | ------ | ------- |
| Mozambico      | 0 – 4             | Zambia         | 0 – 2  | 0 – 2   |
| Malawi         | 3 – 1             | RD del Congo   | 1 – 1  | 2 – 0   |
| Lesotho        | 4 – 1             | Angola         | 3 – 1  | 1 – 0   |
| Tanzania       | 1 – 6             | Nigeria        | 0 – 2  | 1 – 4   |
| Etiopia        | 0 – 3             | Sudafrica      | 0 – 2  | 0 – 1   |
| Burundi        | 1 – 2             | Camerun        | 0 – 1  | 1 – 1   |
| Ruanda         | 0 – 1             | Gabon          | 0 – 0  | 0 – 1   |
| Sierra Leone   | 1 – 4             | Ghana          | 0 – 2  | 1 – 2   |
| Sudan          | 0 – 5             | Egitto         | 0 – 3  | 0 – 2   |
| Rep. del Congo | 3 – 3 (3 – 2 dtr) | Benin          | 2 – 1  | 1 – 2   |
| Liberia        | 1 – 2             | Costa d'Avorio | 1 – 0  | 0 – 2   |
| Libia          | 4 – 2             | Tunisia        | 1 – 1  | 3 – 1   |
| Togo           | 4 – 4 (gfc)       | Marocco        | 0 – 2  | 4 – 2   |
| Burkina Faso   | 2 – 3             | Mali           | 0 – 3  | 2 – 0   |

## Terzo turno
L'andata si è giocata tra il 15 e il 17 agosto 2014, il ritorno tra il 29 e il 31 agosto 2014.
| Squadra 1      | Totale | Squadra 2      | Andata | Ritorno |
| -------------- | ------ | -------------- | ------ | ------- |
| Malawi         | –      | Zambia         | 1 – 2  | 0 – 1   |
| Nigeria        | –      | Lesotho        | 3 – 0  | 3 – 0   |
| Camerun        | –      | Sudafrica      | 1 – 1  | 1 – 2   |
| Ghana          | –      | Gabon          | 0 – 0  | 4 – 1   |
| Rep. del Congo | –      | Egitto         | 2 – 0  | 1 – 2   |
| Libia          | –      | Costa d'Avorio | 2 – 1  | 1 – 3   |
| Mali           | –      | Togo           | 2 – 0  | 0 – 1   |

## Squadre qualificate
- Senegal (nazione ospitante)
- Zambia
- Nigeria
- Sudafrica
- Ghana
- Rep. del Congo
- Costa d'Avorio
- Mali